# Cella (Teruel)
Cella is een gemeente in de Spaanse provincie Teruel in de regio Aragón met een oppervlakte van 124,68 km². Cella telt 2.673 inwoners (1 januari 2016).